# 格奧爾格·威廉 (紹姆堡-利珀)
格奧爾格·威廉（德語：Georg Wilhelm，1784年12月20日—1860年11月21日），第一任紹姆堡-利珀親王，1807年至1860年在位。

## 家庭
1816年，格奧爾格·威廉與瓦爾德克和皮爾蒙特親王格奧爾格一世的女兒伊達公主結婚，兩人共有2子4女：
1. 阿道夫一世（1817年—1893年）紹姆堡-利珀親王
2. 瑪蒂爾德（1818年—1891年），符騰堡的歐根公爵夫人
3. 阿德海德（1821年—1899年），什勒斯維希-霍爾斯坦-索恩德堡-格呂克斯堡公爵夫人
4. 伊達（1824年—1894年）
5. 威廉（1834年—1906年），符騰堡王后夏洛特的父親
6. 伊莉莎白（1841年—1926年）